# Giuseppe Vanni
(il grido di Giuseppe Vanni)
Giuseppe Vanni (Caldarola, 1763 – Roma, 27 settembre 1808) è stato un nobile italiano capomassa dell'Insorgenza maceratese.

## Biografia
Giuseppe Vanni, figlio di Casimiro e di Girolama di Lorenzo Olivieri, membro di un'importante famiglia di Caldarola, fu uno dei protagonisti dell'Insorgenza maceratese. Passò al servizio del Ferdinando IV sovrano del Regno di Napoli e infine morì a Roma, in Piazza del Popolo, il 27 settembre 1808 fucilato dai francesi.

### La vita pubblica
Dai verbali del Consiglio di Credenza di Caldarola il 9 febbraio 1756 risulta la nomina a gonfaloniere di Casimiro Vanni, padre di Giuseppe:
()
La proposta ebbe degli oppositori in quanto il signor Casimiro Vanni era residente a Roma, ma infine egli fu confermato nella carica. Il padre del nostro Giuseppe ricordato come  “dottore dell'urna e dell'altra legge”  a Caldarola godeva di buona fama e nel 1765 fu eletto deputato alla Congregazione Provinciale a Loreto e l'anno successivo divenne prevista a Macerata. Morì il 17 marzo 1769 all'età di 44 anni e fu sepolto nella chiesa di San Martino “in sepulchro maiorum” dove molti anni più tardi e in età molto avanzata, fu sepolta anche la moglie scomparsa il primo aprile 1811. Quest'ultima nel 1775, sei anni dopo la morte del marito e con il figlio ancora dodicenne, donò i suoi beni ed entrò nel monastero di santa Maria del Carmine di Camerino dove stette quattro anni come secolare e in seguito alla professione di fede prese il nome di Maria Fortunata del Nazzareno. Giuseppe Vanni durante la sua minore età fu sotto la tutela dello zio Antonio Vanni.
Avendo egli una sorella maggiore, Anna, che il 22 aprile 1781 sposò il capitano Filippo Bernabei, a lungo il Vanni dovette adoperarsi per far fronte al pagamento della dote dovuta, promessa e che solo nel 1793 riuscì a ottemperare al pagamento.
Il 2 luglio 1782 fu celebrato il matrimonio fra Giuseppe Vanni che aveva quasi 19 anni e Antonia Barbi Adriani di Giovanni Battista di San Ginesio la quale non aveva nemmeno 20 anni.
Giuseppe, a soli 21 anni, nel 1784 fa parte del Consiglio e della Credenza iniziando così il suo impegno nella vita pubblica e fino al 1797 egli rivestì tutte le possibili cariche pubbliche, a cominciare, da quella più prestigiona, di gonfaloniere (cioè il primo dei quattro priori) assunta fin dal 1786 e alla quale rinunciò proprio nel 1797.
Nel dicembre 1786 risulta essere fra i quattro deputati “per le commedie” i quali dovevano presiedere al regolamento per il teatro e al controllo che persone “fuori ceto civico” fossero introdotte nel “palchettone”. L'anno seguente fece parte della commissione eletta dal Consiglio di Credenza che prese parte allo sposalizio del signor conte Giuseppe Pallotta.
Tra il 1794 e il 1795, Giuseppe Vanni entrò in contatto con il conte Verri, la marchesa Margherita Sparapani Gentili Boccapadule e il giovane Pietro Malvolti mentre essi si trovavano nel Palazzo della marchesa nel Castello di Pievefavera. Il 18 agosto 1794, il Verri, da Pievefavera, in una sua lettera scriveva:
()
 e il 22 giugno 1795 narrò che la sera prima gli stessi personaggi erano stati presenti a palazzo per assistere alla rappresentazione di una commedia. Da allora e per lo meno fino all'agosto del 1797 il Vanni curò gli interessi e le proprietà della marchesa nelle Marche, dopo che la stessa ebbe lasciato Pievefavera.

### Insorgenza Caldarolese
Il 15 febbraio 1798 venne proclamata la Repubblica romana comprendente anche le Marche e a Caldarola nel passaggio dalla vecchia alla nuova amministrazione verranno nominati, per conto del governo, un Edile e un Aggiunto. Il 31 marzo dello stesso anno fu piantato l'albero della libertà nell'attuale piazza Leopardi e nel 1799, lo stesso Vanni ebbe l'incarico di “commissario per le provviste”. Ma nel frattempo Vanni sta meditando la propria decisione di combattere contro i francesi. Preso contatto nella primavera di quell'anno con l'esercito napoletano presso Pescara, ebbe immediatamente il grado di brigadiere e il comando di un manipolo di soldati con i quali conquistò Ascoli Piceno e Fermo, scacciandone la guarnigione repubblicana.
Alla fine del maggio del 1799 Giuseppe Vanni fu nel fermano, al servizio del De Donatis con il grado di brigadiere generale, e in attuazione del piano concordato con il Lahoz, ritornò a Caldarola la cui Municipalità, temendo un attacco da parte degli Insorgenti aveva chiamato in aiuto le truppe francesi presenti a Tolentino.
Il 31 maggio Vanni fu a San Ginesio, dove contava di trovare degli aiuti e l'indomani i francesi entrarono a Caldarola. La famiglia del Vanni, ovvero la moglie e le sue cinque figlie (la sesta nacque più tardi) si rifugiarono in una casa colonica fuori città. A questo punto gli Insorgenti attaccarono, quasi al confine con Belforte, i Francesi; la battaglia fu ampia e violenta, con molte perdite per questi ultimi. Ma i combattimenti avvennero anche nel paese, nelle “Case Nove”, dove gli Insorgenti avevano trovato appostamenti dentro le abitazioni. Fu così che i repubblicani fuggirono insieme con i loro sostenitori caldarolesi e fra questi lo stesso “Edile”.e il cognato del Vanni. La stessa sera fu bruciato l'albero della libertà.
Le fonti narrano di 200 repubblicani venuti da Tolentino e di 22 rientrati dopo la battaglia, la maggior parte dei caduti furono sepolti a Pian di Busso.
Il giorno seguente da Tolentino si spostarono a Belforte 300 repubblicani e anche il Vanni dislocò i suoi uomini in vasto spazio che da Borgiano, a Caccamo chiusero fino a Belforte. Purtroppo quando iniziarono gli scontri fra gli Insorgenti iniziarono anche le diserzioni e Vanni chiese soccorso agli Insorgenti presenti a Camerino.
I francesi usciti all'attacco da Belforte avanzavano compiendo saccheggi e ruberie, ma ben prima di giungere a Caldarola retrocedettero.
Da Sarnano nel frattempo sopraggiungevano gli uomini condotti dal Lahoz, ma a causa di una falsa notizia si arrestarono e non giunsero a Caldarola nei tempi previsti, ma seppure con ritardo entrò nella piazza del paese e ne prese possesso in nome di Ferdinando VI di Napoli,
(Caramelli)
Da Camerino, dove si trovava, Vanni ritornò a Borgiano e i suoi uomini mossero su Belforte uccidendo il generale dei repubblicani, Mosca da Jesi, il suo aiutante e un sergente. Seguì una fitta sparatoria finché i repubblicani terminarono le munizioni e rientrarono a Tolentino. A questo punto gli Insorgenti entrarono in Belforte, saccheggiarono le abitazioni delle persone ritenute nemici e portarono a Caldarola 12 ostaggi.
Dopo la presa di Belforte gli Insorgenti il 9 giugno presero Tolentino e il 14 Macerata dove Vanni fu accolto in trionfo. Macerata venne persa il 5 luglio e recuperata il 30.
Il 28 luglio 1799 si ebbe un terremoto fortissimo che causò danni e vittime soprattutto a Camerino.
Fino a settembre, Vanni fu impegnato per tutta la Marca nel ripristino delle vecchie magistrature, ma contemporaneamente continuò ad occuparsi del governo di Caldarola.
In novembre prese parte all'assedio di Ancona, dove si manifestarono disaccordi con Lahoz e De Donatis. Caduta Ancona gli Insorgenti furono sciolti e il De Cavallar, commissario imperiale incaricato da Vienna, fu posto a dirigere i territori occupati dello Stato Pontificio. La reggenza austriaca durò fino al 25 giugno 1800 quando papa Pio VII ripristinò lo Stato Pontificio.
Vanni non rientrò a casa, dopo la liberazione di Roma nel settembre 1799 egli ebbe dal Generale Damas comandante in capo delle Armi nello Stato Pontificio la possibilità di costituire un Corpo di Volontari di milizia regolata. A tal proposito vista la conoscenza con Pietro Malvolti maturata nel corso della frequentazione della casa della marchesa Sparapani Gentili Boccapadule, il giovane Pietro prese l'impegno di provvedere alla selezione della gioventù volontaria e aprì una circoscrizione militare proprio nei locali del Palazzo della marchesa in Via in Arcione. Quando il governo pontificio temette un probabile rientro dei francesi intimò alla nobildonna di rimuovere tale organizzazione e la marchesa, con reazione esagerata, allontanò per sempre da sé il suo giovane protetto. Il quale a questo punto entrò nella milizia con il grado di ufficiale e fino al congedo seguito all'Armistizio stette nel campo militare di Grotta Ferrata. Alessandro Verri soffrì molto di questo allontanamento del Malvolti e lo continuò a proteggere e sostenere per tutto il resto della vita prevedendo per lui degli assegnamenti nel suo testamento.
Vanni nel 1801 fu ancora a Roma, poi nel Regno di Napoli e nel 1806 a Palermo.

### Le vicende familiari
A Caldarola, la moglie dovette provvedere alla famiglia e all'amministrazione dei beni facendo innumerevoli atti allo scopo di far fronte ai debiti contratti dal marito.
Il 17 marzo 1817 Antonia Barbi e le figlie Rachele (nata il 26-1-1786), Maria (nata il 15-10-1793), Giovanna (nata il 17-7-1795), Anna Lucia, Teresa (nata il 26-8-1787) ed Erminia (nata il 15-8-1799) procedettero alla divisione patrimoniale in sei parti uguali detratto l'ammontare della dote della madre e all'obbligo della sua ospitalità e del suo mantenimento a vita.
A questo punto, nel giro di circa vent'anni l'ingente patrimonio di Giuseppe Vanni svanì nel tentativo delle eredi di far fronte ai continui debiti.

### La fine
Le cronache narrano che Giuseppe Vanni da Caldarola, al servizio del Re Ferdinando VI, sbarcato nelle vicinanze di Ostia con lo scopo di sottrarre dalla prigionia Papa Pio VII, ma fu arrestato come spia e sospettato, fu portato a Castel Sant'Angelo e da una commissione militare del comando francese fu condannato alla pena di morte che fu eseguita il 27 settembre 1808 in Piazza del Popolo in violazione della Sovranità Pontificia.